# Лики
Ли́ки (болг. Лъки) — місто в Пловдивській області Болгарії. Адміністративний центр общини Лики.

## Населення
За даними перепису населення 2011 року у місті проживали 2128 осіб.
Національний склад населення міста:
| Національність   | Кількість осіб | Відсоток |
| ---------------- | -------------- | -------- |
| болгари          | 1875           | 97,9%    |
| турки            | 24             | 1,3%     |
| не визначились   | 11             | 0,6%     |
| Всього відповіли | 1916           |          |

Розподіл населення за віком у 2011 році:
Динаміка населення: